# Савин, Артём Сергеевич
Артём Сергеевич Савин (укр. Артем Сергійович Савін; род. 20 января 1981, Ворошиловград) — украинский футболист, защитник.

## Биография

### Клубная карьера
Профессиональную карьеру начал в клубе «Авангард» (Ровеньки), дебютировал 3 мая 1998 года в матче против ужгородского «Закарпатья» (0:0). В 2000 году перешёл в донецкий «Шахтёр», в основном выступал за «Шахтёр-3», «Шахтёр-2» и дубль. В сезоне 2003/04 выступал на правах аренды в донецком «Металлурге» и мариупольском «Ильичёвце». В начале сезона 2004/05 выступал за «Александрию» на правах аренды.
Летом 2006 года перешёл в криворожский «Кривбасс». В начале 2007 года перешёл в луганскую «Зарю». Летом 2008 года подписал контракт с мариупольским «Ильичёвцем». Летом 2012 года перешёл в донецкий «Олимпик». В команде взял 19 номер.

### Карьера в сборной
В феврале 2002 года вызывался в расположение олимпийской сборной Украины главным тренером Анатолием Крощенко.